# Compagnia degli Uniti
La Compagnia degli Uniti, aussi connue sous le nom de Compagnia del Serenissimo Duca di Mantova, est une compagnie théâtrale italienne dédiée à la commedia dell'arte qui se produisit en Italie et en Europe entre 1578 et 1640. Elle était dirigée par Drusiano Martinelli et son épouse : les autres membres de la troupe étaient :
- Tristano Martinelli (en) qui, comme son frère Drusiano, jouait le rôle d'Arlequin (les deux frères Martinelli sont les premiers Arlequins connus dans l'histoire) ;
- Giovanni Pellesini (it) dans le rôle de Pedrolino ;
- Jacopo Braga dans le rôle de Pantalon ;
- Silvio Fiorillo dans le rôle de Matamore.

On trouve également Battista degli Amorevoli, de Trévise, et Ottaviano Barnarini, de Rome, qui ont interprété le rôle de Francisquine (Franceschina) à différentes périodes. Gabriele Panzanini (it) fut également très populaire avec Francatrippe, personnage de sa création,,.
On mentionnera également de Vittoria Piissimi et Giovanni Donato Lombardo, originaire de Bitonto et connu sous le nom de « il bitontino » : son œuvre Nuovo prati di prologhi connut plusieurs éditions à partir de 1589 et fut reçue avec succès par les acteurs de son temps.